# Wolverine Blues
Wolverine Blues ist das dritte Studioalbum der schwedischen Band Entombed. Es erschien im September 1993 auf Earache Records. Das Album wird als stilprägend für den Death ’n’ Roll angesehen.

## Stil
In der damals schon von den Anfängen des Alternative Metal bestimmten Szene war Entombed – trotz erster Anzeichen eines etwas zugänglicheren Klangs etwa auf dem Vorgänger Clandestine – überwiegend noch dem eigenen Death-Metal-Sound treu geblieben. Entombed gehörte zu den ersten Death-Metal-Bands, war zumindest die erste namhaftere, die ihrer Musik deutliche Rock-’n’-Roll-Elemente beimischte. Zu leicht blueslastigen und groovigen Riffs, die etwa mit denen Tony Iommis oder Motörheads verglichen wurden, kam ein etwas melodischeres Growling als zuvor von Sänger Lars-Göran Petrov. Die Band bezeichnete ihren neuen Sound auch als „Blues der Neunziger“.
Produktionstechnisch blieb aber der typische Sunlight-Klang der Band erhalten. Einige gesampelte Passagen mit Ausschnitten aus Hellraiser III und Flatliners wurden auf späteren als der originalen Ausgabe weggelassen, da die Plattenfirma rechtliche Konflikte befürchtete.
Das Album ist an ein Buch von James Ellroy mit dem Titel The Big Nowhere (dt. Blutschatten) angelehnt, das von einem psychopathischen Mörder handelt, der von einem Vielfraß besessen ist. Die Texte handeln meist von moralischer Verkommenheit sowie in religionskritischer Weise etwa vom Christentum (Out of Hand: „Jesus Christ, lord of flies, in disguise…“) oder der Zivilisation im Allgemeinen (Contempt: „Before my eyes - lies - civiliesation [ein Wortspiel mit „lie“, engl. „Lüge“, und „civilization“], ancient and wicked, destruction in creation…“). Die meisten Texte stammen vom Gitarristen Alex Hellid. Das Stück Heaven’s Die ist Aloysius Bertrand gewidmet. Der Text stammt vom Hellacopters-Bassisten Dick Hakansson.

## Entstehungsgeschichte
Das Album wurde im Winter 1992/93 wie die vorhergehenden im Sunlight Studio in Stockholm aufgenommen. Für den musikalischen Stilwechsel war neben Alex Hellid auch Schlagzeuger und Gitarrist Nicke Andersson verantwortlich, der die Band nach einem weiteren Album verließ, um mit seiner Band Hellacopters weiterzumachen. Im Frühjahr 1993 erschien vorab die EP Hollowman, die bereits einige Songs des Albums enthielt, wie das Titelstück noch ohne Text.

## Rezeption
Wurde die Vorab-EP zum Teil recht harsch kritisiert, fielen die Kritiken für Wolverine Blues umso positiver aus. Frank Albrecht sah Entombed im Rock Hard „in gewohnter Form“, man habe die „ultimative Mischung aus Death Metal und purem Rock’n’Roll“ gefunden. Gleichwohl brauche es „einige Durchläufe“, um sich an den neuen Sound zu gewöhnen. Er vergab 8,5 von zehn Punkten. Das Magazin listete das Album 2007 auch auf Platz 494 seiner Top 500, Andreas Himmelstein sprach von „einem der innovativsten Werke“ der gesamten Death-Metal-Szene. In der Folge stiegen Bands wie etwa Gorefest auf einen ähnlichen Sound um, der Klang beeinflusste Gruppen wie Six Feet Under. Auf der Webseite Allmusic.com sprach Jason Birchmeier vom „dritten beeindruckenden Album in Folge“. Wolverine Blues sei eines der seltenen Alben, die brutal genug für den Death-Metal-Hörer seien, aber zugänglich genug für den Metal-Mainstream, für den Metallica und Pantera „extrem“ seien. Er vergab 4,5 von fünf Sternen und die Auszeichnung „AMG Album Pick“. Das deutsche Magazin Visions führte Wolverine Blues auf ihrer 2019 veröffentlichten Liste der 55 besten schwedischen Rockalben.

## Titelliste
1. Eyemaster – 3:21  (Musik: Andersson / Text: Hellid)
2. Rotten Soil – 3:27  (Musik: Andersson/Cederlund / Text: Hellid)
3. Wolverine Blues – 2:16  (Musik: Andersson/Cederlund / Text: Hellid)
4. Demon – 3:22  (Musik: Cederlund / Text: Hellid)
5. Contempt – 4:34  (Musik: Hellid / Text: Hellid)
6. Full of Hell – 3:24  (Musik: Hellid / Text: Hellid)
7. Blood Song – 3:25  (Musik: Cederlund/Rosenberg/Andersson / Text: Cederlund/Hellid)
8. Hollowman – 4:29  (Musik: Andersson / Text: Andersson)
9. Heaven’s Die – 4:17  (Musik: Andersson / Text: Hakansson)
10. Out of Hand – 3:07  (Musik: Rosenberg/Hellid/Cederlund / Text: Andersson/Hellid)